# Kōhei Higa
Kōhei Higa (japanisch 比嘉 厚平 Higa Kōhei; * 30. April 1990 in der Präfektur Saitama) ist ein japanischer Fußballspieler.

## Karriere
Higa erlernte das Fußballspielen in der Jugendmannschaft von Kashiwa Reysol. Seinen ersten Vertrag unterschrieb er 2009 bei Kashiwa Reysol. Der Verein spielte in der höchsten Liga des Landes, der J1 League. Am Ende der Saison 2009 stieg der Verein in die J2 League ab. 2011 wechselte er zum Drittligisten Blaublitz Akita. 2012 wechselte er zum Zweitligisten Montedio Yamagata. 2014 erreichte er das Finale des Kaiserpokal. Am Ende der Saison 2014 stieg der Verein in die J1 League auf. Am Ende der Saison 2015 stieg der Verein in die J2 League ab. Für den Verein absolvierte er 44 Ligaspiele. Ende 2016 beendete er seine Karriere als Fußballspieler.

## Erfolge
Montedio Yamagata
- Kaiserpokal

Finalist: 2014